# Марія Шварцбург-Рудольштадтська
Марія Кароліна Августа Шварцбург-Рудольштадтська (нім. Marie Caroline Augusta von Schwarzburg-Rudolstadt; 29 січня 1850 — 22 квітня 1922) — принцеса Шварцбург-Рудольштадтська, донька принца Адольфа Шварцбург-Рудольштадтського та принцеси Матильди Шонбург-Вальденбурзької, третя дружина великого герцога Мекленбург-Шверіну Фрідріха Франца II. Свекруха королеви Нідерландів Вільгельміни.

## Біографія
Марія народилася 29 січня 1850 року у Рабен-Штайнфельді. Вона була первістком у родині принца Адольфа Шварцбург-Рудольштадтського та його дружини Матильди Шонбург-Вальденбурзької. Дівчинка мала молодших сестер Теклу та Луїзу і брата Ґюнтера. Шварцбург-Рудольштадтським князівством в цей час правив їхній двоюрідний дядько Фрідріх Ґюнтер.
У 1867 році із Марією познайомився великий герцог Мекленбург-Шверіну Фрідріх Франц II, який прямував, за запрошенням імператора Наполеона III, відвідати Всесвітню виставку у Парижі. Він зустрів принцесу дорогою від свого друга Леопольда Ліппе. Дівчина сильно привабила його за своєю природою, водночас він бажав дати дітям матір, оскільки залишився двічі вдівцем із п'ятьма дітьми. Втім, більшість із них вже були підлітками, старший син був всього на рік молодшим за Марію. Наступного року у Рудольштадті відбулося весілля Фрідріха Франца та Марії. Вінчання пройшло 4 липня 1868. Нареченому було 45 років, нареченій — 18. У пари народилося четверо спільних дітей.
Резиденцією родини був Шверінський замок, літні місяці проводили в палаці Людвіґслусту. У 1870 році подорожували Італією. Невдовзі після їхнього повернення почалася Франко-прусська війна, яка закінчилася проголошенням Німецької імперії.
Фрідріх Франц пішов з життя у квітні 1883 року. Марія пережила його на кілька десятиліть. Вона померла у Гаазі, навідуючи молодшого сина, 22 квітня 1922 року. Похована у каплиці Святої Крові у Шверінському соборі поруч із чоловіком.

## Родина

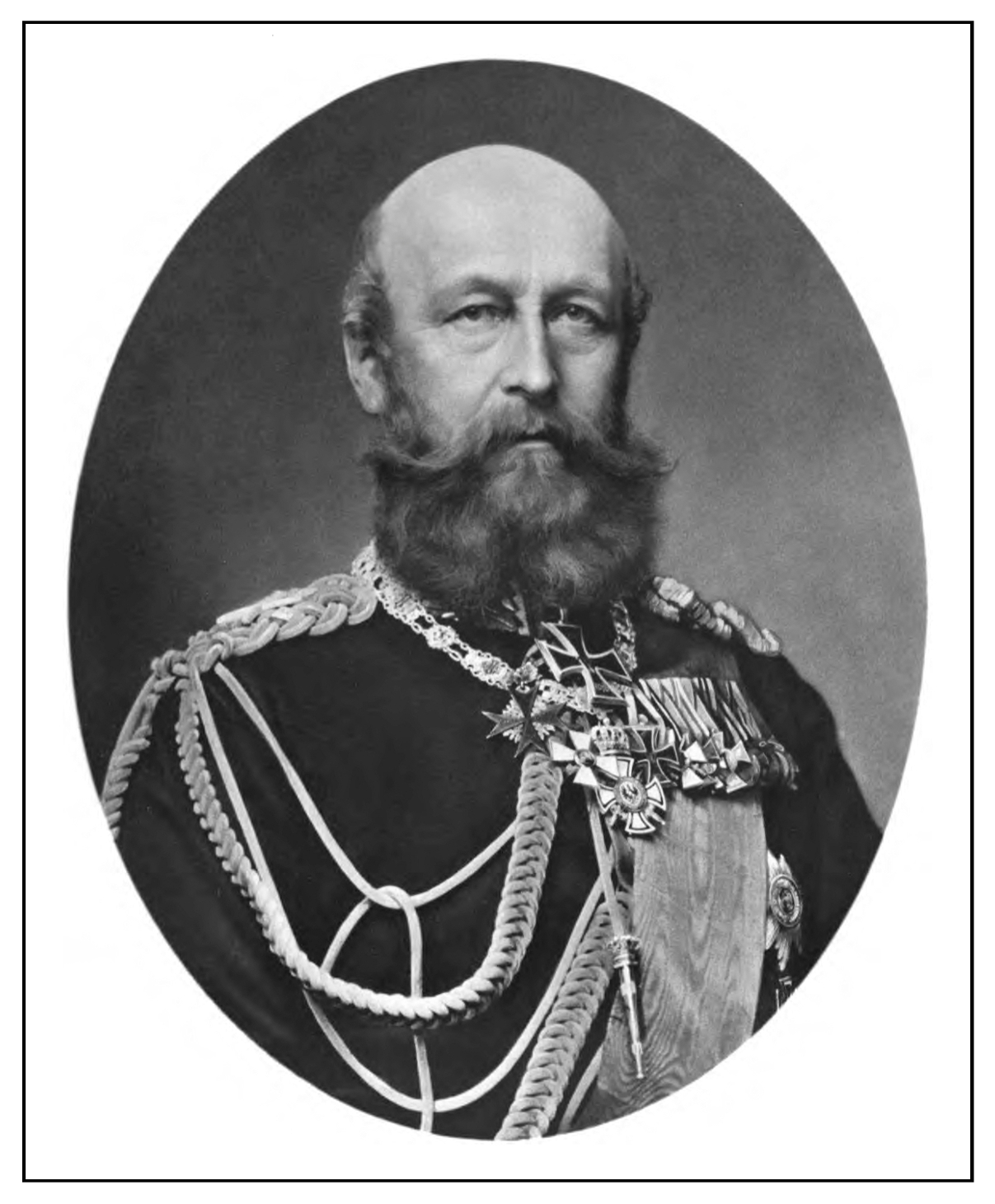
Фрідріх Франц II

Чоловік — Фрідріх Франц II, великий герцог Мекленбург-Шверінський
Діти:
- Єлизавета Александріна (1869—1955) — дружина останнього герцога Ольденбурзького Фрідріха Августа II, мала п'ятеро дітей;
- Фрідріх Вільгельм (1871—1897) — офіцер імперського флота, загинув у віці 26 років під час шторму в Куксгафені, одружений не був, дітей не мав;
- Адольф Фрідріх (1873—1969) — дослідник Африки, губернатор Того (1912—1914), задуманий правителем Об'єднаного Балтійського герцогства у 1918, член Міжнародного олімпійського комітету (1926—1956), перший президент національного Олімпійського комітету Німеччини, був двічі одружений, мав єдину доньку від першого шлюбу;
- Генріх Владимир (1876—1934) — принц-консорт Нідерландів, чоловік королеви Вільгельміни, мав із нею доньку Юліану.

## Титули
- 29 січня 1850—4 липня 1868 — Її Світлість Принцеса Марія Шварцбург-Рудольштадт;
- 4 липня 1868—15 квітня 1883 — Її Королівська Високість Велика Герцогиня Мекленбург-Шверіну;
- 15 квітня 1883—21 квітня 1892 — Її Королівська Високість Велика Герцогиня Марія Мекленбург-Шверінська;
- 21 квітня 1892—22 квітня 1922 — Її Королівська Високість Вдовіюча Велика Герцогиня Мекленбург-Шверіну.